# Akira Nishiguchi
Akira Nishiguchi (jap. 西口彰 Nishiguchi Akira; ur. 14 grudnia 1925 w Osace, zm. 11 grudnia 1970) – japoński seryjny morderca i oszust. Od października do grudnia 1963 roku zamordował 5 osób.
Policja ścigająca Nishiguchiego początkowo nie skojarzyła serii oszustw z brutalnymi morderstwami, przez co Nishiguchi dłużej pozostawał na wolności. Gdy został aresztowany, osądzono go i skazano go na karę śmierci przez powieszenie. Początkowo Nishiguchiego przed karą śmierci bronił kościół katolicki (pochodził z katolickiej rodziny) w Japonii, składając wielokrotnie apelacje w tej sprawie. W sierpniu 1966 kościół wycofał swoją ostatnią apelację i zrezygnował z dalszej obrony Nishiguchiego. Akira Nishiguchi został powieszony 11 grudnia 1970.